# Général des finances
Général des finances est un office de finances de l’administration française d’ancien Régime.
La responsabilité des généraux des finances était la gestion des finances extraordinaires, c'est-à-dire les revenus de la royauté issus des impôts. L'origine des généraux des finances remonte à l’institution de généraux superintendants par les États généraux de Languedoïl en 1355 pour contrôler la levée des impôts concédés par les États au roi. La levée des impôts fut rapidement enlevée par l'administration royale aux États et les généraux superintendants prirent le nom de généraux des finances. Les généraux sont quatre à partir du règne de Charles VII, chargés de l’administration des finances extraordinaires dans une généralité : Languedoc, Languedoïl, Outre-Seine-et-Yonne et Normandie.
Les généraux des finances sont chargés de l'administration des finances, dont la comptabilité est laissée à un receveur général des finances : établissement d'états de prévision des recettes et dépenses, répartition du montant des impôts entre régions et vérification des ordres de paiement royaux. Ils ont autorité sur les élus et receveurs des finances. Ils ont également une fonction judiciaire ; certains généraux des finances sont sur le fait de justice. Ils donnent naissance à une juridiction souveraine connue sous le nom de cour des aides.
Les généraux des finances forment avec les trésoriers de France un conseil de gouvernement des finances connu sous le nom de Messieurs des Finances. François Ier tente d'unifier ce système à partir de 1523. À cette date est créé le Trésor de l'Épargne, nouvelle caisse centrale de la monarchie. En 1542 les recettes du domaine (finances ordinaires) et les recettes des aides et des tailles (finances extraordinaires) sont unifiées dans de nouvelles recettes générales. À partir de  1545 les trésoriers de France et les généraux des finances doivent prendre résidence dans leur généralité, ce qui met fin à leur rôle de gestion centrale des finances. Ce sont les intendants et contrôleurs généraux des finances qui leur succèdent dans ce rôle. Enfin en 1552, les offices de trésorier de France et de général des finances sont unifiés dans de nouveaux offices de trésoriers généraux de France. De 1557 à 1577 on en revient à la distinction des offices, mais le nombre de généralité des finances est multiplié : on en compte désormais deux pour chacune des dix-sept généralités. L'unification définitive des trésoriers de France et des généraux des finances est de 1577, avec l'instauration d'une gestion collective des finances à l'échelon régional dans de nouveaux organismes appelés bureaux des finances.